# Carlia diguliensis
Carlia diguliensis là một loài thằn lằn trong họ Scincidae. Loài này được Kopstein mô tả khoa học đầu tiên năm 1926.